# Avril 2008

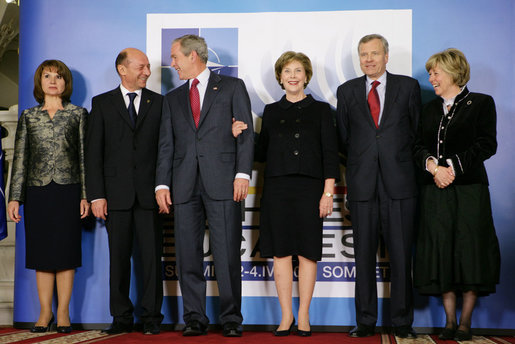
Sommet de l'OTAN.

## Actualités du mois

### Mercredi2 avril
- Otan : début du sommet de Bucarest, jusqu'au 4 avril.

### Jeudi3 avril
- Chypre : malgré l'opposition de l'armée turque, ouverture d'un passage dans la rue Ledra dans le centre de Nicosie. Depuis 1964, la ville était coupée en deux par un mur séparant la république de Chypre de l'État fédéré turc de Chypre.

### Lundi7 avril
- Passage de la flamme olympique à Paris occasionnant des manifestations.

### Jeudi17 avril
- Kosovo : la république des Îles Marshall reconnaît officiellement l'indépendance du nouvel État.

### Dimanche20 avril
- L’ex-évêque Fernando Lugo remporte l’élection présidentielle du Paraguay.
- Massacre de la Mosquée Al-Hidaya, en Somalie.

### Mercredi23 avril
- Kosovo : La république de Nauru reconnaît officiellement l'indépendance du nouvel État.

### Jeudi24 avril
- Tonga : élections législatives.

### Samedi26 avril
- Journée mondiale du paludisme.

### Mardi29 avril
- Sortie du jeu Grand Theft Auto IV